# Raid sur Canseau
Troisième guerre intercoloniale
Batailles
- Raid sur Canseau
- Annapolis Royal (1er)
- Annapolis Royal (2e)
- Port-Toulouse
- Louisbourg
- Île Saint-Jean
- Saratoga
- Expédition d'Anville
- Fort Massachusetts
- Grand-Pré
- Fort no 4

Le raid sur Canseau est une attaque acadienne et amérindienne contre un fort britannique en réponse à la fois contre l'enlèvement du chef micmac Jacques Pandanuques par les Britanniques et pour renforcer d'autre part les lignes d'approvisionnement françaises pour la forteresse de Louisbourg.

## La prise du fort

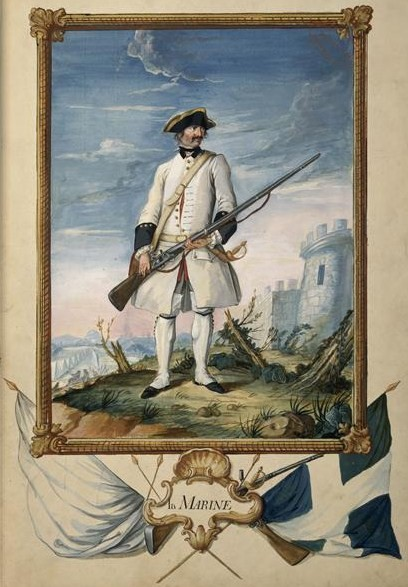
Soldat des Compagnies franches de la marine.

L'expédition militaire était constituée par la milice Mi'kmaq membre de la confédération Wabanaki et les membres des Compagnies franches de la marine commandées par le capitaine acadien François Dupont Duvivier. Réalisant que le fort britannique était indéfendable, les officiers britanniques capitulèrent rapidement sur terre ainsi que sur mer où quelques bateaux britanniques faisaient face à 17 navires de guerre français. 
Les conditions de la capitulation furent rapidement établies avec l'officier interprète anglo-acadien Jean-Baptiste Bradstreet et, au milieu de la matinée, Canseau était aux mains des Français. Après avoir chargé des quantités de butin sur leur flotte, les Français incendièrent Canseau, puis levèrent l'ancre. La garnison britannique, composée d'une centaine de soldats, fut transportée à Louisbourg comme prisonniers de guerre, tandis que les femmes et les enfants étaient conduits vers Boston.
Le succès du raid sur Canseau a suscité beaucoup d'enthousiasme et de célébration à Louisbourg, renforçant le moral des citoyens français et de leurs alliés amérindiens, les Micmacs. Cependant, la tâche de maintenir plus de cent prisonniers a pesé sur l'approvisionnement alimentaire déjà tendu de la colonie de Louisbourg.
Les prisonniers britanniques demeurèrent détenus durant une année au cours de laquelle Bradstreet mit à profit ses repérages des infrastructures du fort français d'Acadie. Le gouverneur de l'Île Royale, Jean-Baptiste Prévost du Quesnel, utilisa Jean-Baptiste Bradstreet comme messager lors des discussions avec les Britanniques pour un échange de prisonniers. L'ensemble de la garnison anglaise de Canseau fut ainsi libérée et se rendit, avec à sa tête, Jean-Baptiste Bradstreet à Boston. Bradstreet rencontra le gouverneur de la colonie de la baie du Massachusetts, William Shirley. Il lui remis son rapport sur Louisbourg dans lequel il était souligné l’importance de cette forteresse pour la France et insista sur sa vulnérabilité. Grâce à de tels renseignements, le gouverneur britannique William Shirley préparera une expédition d'envergure qui consistera à faire le siège de la forteresse de Louisbourg en 1745.